# Gregorio Perogordo y Rodríguez
Gregorio Perogordo y Rodríguez (24 de diciembre de 1840 - 27 de mayo de 1891) fue un escritor, poeta, pintor, sacerdote y abogado español.

## Biografía
Nació el 24 de diciembre de 1840 en Madrid. Abogado, poeta y pintor, fue ordenado sacerdote (después de enviudar), además de ser fiscal de la Vicaría eclesiástica de Madrid y rector de las Comendadoras de Santiago. Fue autor de varias obras literarias: Cejador y Frauca le atribuye La Virgen de la Almudena, su historia (Madrid, 1864) y El arte de ser feliz (com. infantil), además de la publicación de un romancero en La Academia del Gato (1870). Colaboró en las publicaciones periódicas Album Literario, La Idea (1860), El Teatro (1864), Revista Literaria (Cádiz, 1868), Escenas Contemporáneas, La Paz (1870), La Familia (1875), La Niñez (1879-1883) y La Ilustración Católica (1888), entre otros. Perogordo, que firmó con los seudónimos «J. Hernández y González» y «José Roldán», falleció el 27 de mayo de 1891 y habría sido enterrado, presumiblemente, en el cementerio de Santa María.